# 吉永裕ノ介
吉永 裕ノ介（よしなが ゆうのすけ、1月17日 - ）は、日本の漫画家。大阪府出身。男性。作品にアニメ化された「ブレイク ブレイド」など。

## 経歴・人物
10年近くの投稿歴を経て、第4回UPPERS勝新人漫画賞佳作を受賞。吉永裕介（よしなが ゆうすけ）のペンネームにより、『ヤングマガジンアッパーズ』（講談社）2000年No.11より連載を開始したバイク漫画「メタルウインド」第1話でデビューする。その後も吉永裕介のペンネームでしばし活動するが、2006年より連載を開始した「ブレイク ブレイド」以降はペンネームを現在の吉永裕ノ介に改名している。また2013年からは一次創作ジャンルで同人誌の制作も行なっている。
趣味であるバイクに関連した事柄を話題にする事が多く、自画像ではフルフェイスヘルメットを被っている。

## 作品リスト
特記の無い限り吉永裕ノ介名義。

### 連載
- メタルウインド（『ヤングマガジンアッパーズ』2000年No.11 - 2002年No.1）
  - デビュー作および初連載作であり、バイクを題材にした作品。吉永裕介名義。
- ランペイジ（『ヤングマガジンアッパーズ』2004年No.2 - No.21→『FlexComixネクスト』2008年7月29日 - 11月25日、次回掲載日未定）
  - 三国志を題材にした作品。掲載誌の休刊と共に終了したが、約4年後に『FlexComixネクスト』（フレックスコミックス）にて新作の不定期連載を開始し、現在は『COMIC メテオ』（アプリックス）にて再録連載中。
  - 『ヤングマガジンアッパーズ』掲載時は吉永裕介名義。
- ブレイク ブレイド（『月刊少年ブラッド』2006年10月号 - 11月号→『FlexComixブラッド』2007年1月17日 - 2012年2月8日→『COMIC メテオ』2012年7月25日 - 2022年10月12日　完結）
  - 巨大ロボット漫画。2010年から2011年にかけて連続劇場アニメ化された。『COMIC メテオ』移籍後も、単行本は従来通りほるぷ出版より発売されている[4]。
  - 2014年には上記劇場アニメを再構成し新作シーンを加えたテレビアニメと、完全新作のOVAが展開される。
- 魔法機械人間906（『ヤングアニマルZERO』2025年8月1日号[5] - ）

### 読み切り
- →Continue（『月刊ドラゴンエイジ』2013年2月号）
  - ファンタジーアクション漫画。単行本未収録。

### 書籍
詳細は該当項目を参照。
- 『メタルウインド』、講談社 〈アッパーズKC〉 2000年 - 2002年、全5巻 - 吉永裕介名義、第1巻が初単行本。
  1. 2000年11月9日第1刷発行（同日発売）、ISBN 4-06-346084-3
  2. 2001年3月9日第1刷発行（同日発売）、ISBN 4-06-346099-1
  3. 2001年7月9日第1刷発行（同日発売）、ISBN 4-06-346109-2
  4. 2001年11月9日第1刷発行（同日発売）、ISBN 4-06-346125-4
  5. 2002年5月9日第1刷発行（同日発売）、ISBN 4-06-346143-2
- 『ランペイジ』、講談社 〈アッパーズKC〉 2004年、全3巻 - 吉永裕介名義。
  - （新装版）、発行：フレックスコミックス / 発売：ソフトバンククリエイティブ 〈Flex Comix〉 2008年 、全3巻 - ほぼ全ページに渡り加筆修正されている。
  - （再版[注 1]）、発行：フレックスコミックス / 発売：ほるぷ出版 〈Flex Comix〉 2012年、既刊3巻
- 『ブレイク ブレイド』、発行：フレックスコミックス / 発売：ソフトバンククリエイティブ 〈Flex Comix〉 2007年 - 2011年 、全10巻
  - （再版[注 2]）、発行：フレックスコミックス / 発売：ほるぷ出版 〈Flex Comix〉→〈メテオCOMICS〉 2012年 - 2022年、全20巻
  - （新装版）、発行：フレックスコミックス / 発売：ほるぷ出版 〈メテオCOMICS〉 2013年、全10巻 - 第1巻から第10巻までの新装版。加筆修正に加え、単行本デザインが第11巻以降と同じものに変更された。

### イラスト
- トレーディングカードアーケードゲーム「三国志大戦2」（セガ） - 「ランペイジ」のイラストで参加。

など。

### 関連作品
- 谷村大四郎「ブレイク ブレイド -蒼月ノ絆-」（『GA Graphic』2010年4月16日 - 2011年4月28日） - 挿絵：椿春雨、メカニック設定：柳瀬敬之。未書籍化。